# Jipijapa (paroisse)
 (juillet 2025).
Si vous disposez d'ouvrages ou d'articles de référence ou si vous connaissez des sites web de qualité traitant du thème abordé ici, merci de compléter l'article en donnant les références utiles à sa vérifiabilité et en les liant à la section « Notes et références ».
Pour les articles homonymes, voir Jipijapa (homonymie).
Jipijapa est une paroisse urbaine de la ville de Quito, faisant partie des 33 paroisses qui composent la capitale de l'Équateur. Elle est située au nord-est de la ville, entre Kennedy (au nord), Rumipamba (à l'ouest) et Iñaquito (au sud).
La paroisse tire son nom de la localité de Jipijapa, dans la province côtière de Manabí, d'où proviennent les célèbres chapeaux, communément appelés à tort Panama hats.
Ses principales artères en direction nord-sud comprennent les avenues Amazonas, De Los Shyris, 6 de Diciembre et Eloy Alfaro, tandis que celles en direction est-ouest incluent les avenues Gaspar de Villarroel, Río Coca et Tomás de Berlanga. Il y a aussi quelques rues secondaires notables telles que Isla Floreana et Isla Genovesa, toutes deux en direction est-ouest.
Située à mi-chemin entre le parc La Carolina et le parc Bicentenario (ancien aéroport), la paroisse abrite la Plaza de Toros Quito, et jusqu'en 2018, la Station Nord (La Y) du Système Métropolitain de Trolleybus y était en service avant d'être déplacée à El Labrador. Ses principales activités commerciales sont les restaurants spécialisés, offrant à la fois une cuisine nationale et internationale (en particulier latino-américaine) à des prix modérés et dans des établissements au bon environnement. Il y a également des commerces de détail, des salons de coiffure et des pharmacies. La paroisse est principalement résidentielle et abrite une population de classe moyenne et de classe moyenne supérieure.